# Evi Kratzer
Evi Kratzer (Arvigo, 24 gennaio 1961) è un'ex fondista svizzera.

## Biografia
In Coppa del Mondo ottenne il primo risultato di rilievo il 15 gennaio 1982 a La Bresse (20ª), il primo podio il 18 dicembre 1984 a Davos (3ª) e l'unica vittoria il 10 gennaio 1987 a Calgary.
In carriera prese parte a tre edizioni dei Giochi olimpici invernali, Lake Placid 1980 (23ª nella 5 km, 27ª nella 10 km), Sarajevo 1984 (9ª nella 5 km, 11ª nella 10 km, 8ª nella 20 km, 6ª nella staffetta) e Calgary 1988 (14ª nella 5 km, 11ª nella 10 km, 14ª nella 20 km, 4ª nella staffetta), e a tre dei Campionati mondiali, vincendo una medaglia.

## Palmarès

### Mondiali
- 1 medaglia:
  - 1 bronzo (5 km[1] a Oberstdorf 1987)

### Coppa del Mondo
- Miglior piazzamento in classifica generale: 5ª nel 1985
- 3 podi (tutti individuali[2])[3]:
  - 1 vittoria
  - 1 secondo posto
  - 1 terzo posto

#### Coppa del Mondo - vittorie
| Data            | Luogo   | Paese  | Disciplina |
| --------------- | ------- | ------ | ---------- |
| 10 gennaio 1987 | Calgary | Canada | 10 km TC   |

Legenda:

TC = tecnica classica